# Vênus Obsequente
Vênus Obsequente ("Vênus Complacente") foi a primeira Vênus para quem um santuário (aedes) foi construído na Roma antiga. Pouco se sabe sobre seu culto além das circunstâncias da fundação de seu templo e uma provável conexão com a Vinália Rústica, um festival de vinho em agosto.

## No calendário
Acredita-se que o aniversário (dies natalis) do Templo de Vênus Obsequente tenha sido celebrado em 19 de agosto, o dia da Vinália Rústica, o segundo festival do vinho do ano no calendário romano. A Vinália aparece nos calendários mais antigos sem uma conexão com Vênus, mas a referência de Varrão a um aedes dedicado a ela em 19 de agosto foi tomada como este templo. A outra Vinália era celebrada em abril, o mês sobre o qual Vênus mantinha o comando (tutela), no dia 23, que depois de 215 a.C. também era o dia da festa de Vênus Ericina. Ambos os festivais de vinho eram realizados originalmente em homenagem a Júpiter com as complexas associações de Vênus incorporadas. Os romanos atribuíram os comportamentos desinibidos induzidos pelo consumo de vinho ao fato de Vênus exercer seus poderes por meio de Liber.
Jardins também foram dedicados a Vênus em 19 de agosto.  O Templo de Vênus Libitina, uma deusa da morte, celebrou seu dies natalis no mesmo dia, em uma parte de Roma no Monte Esquilino, onde os serviços funerários estavam concentrados. Plutarco viu esta Vênus como abrangendo o ciclo regenerativo de nascimento e morte, mas Varrão distinguiu entre Libitina e Libentina, esta última inspirando "prazer sensual".

## O epítetoobsequens
Embora Vênus tivesse uma origem arcaica em Roma e no Lácio, o culto de Vênus Obsequente foi o mais antigo estabelecido na maneira grega de Vênus equiparada a Afrodite como uma deusa da sexualidade. O adjetivo obsequens, frequentemente traduzido como "deferente" (daí o português "obséquio"), como um epíteto divino expressa favor ou apoio ativo – uma Vênus "propícia".

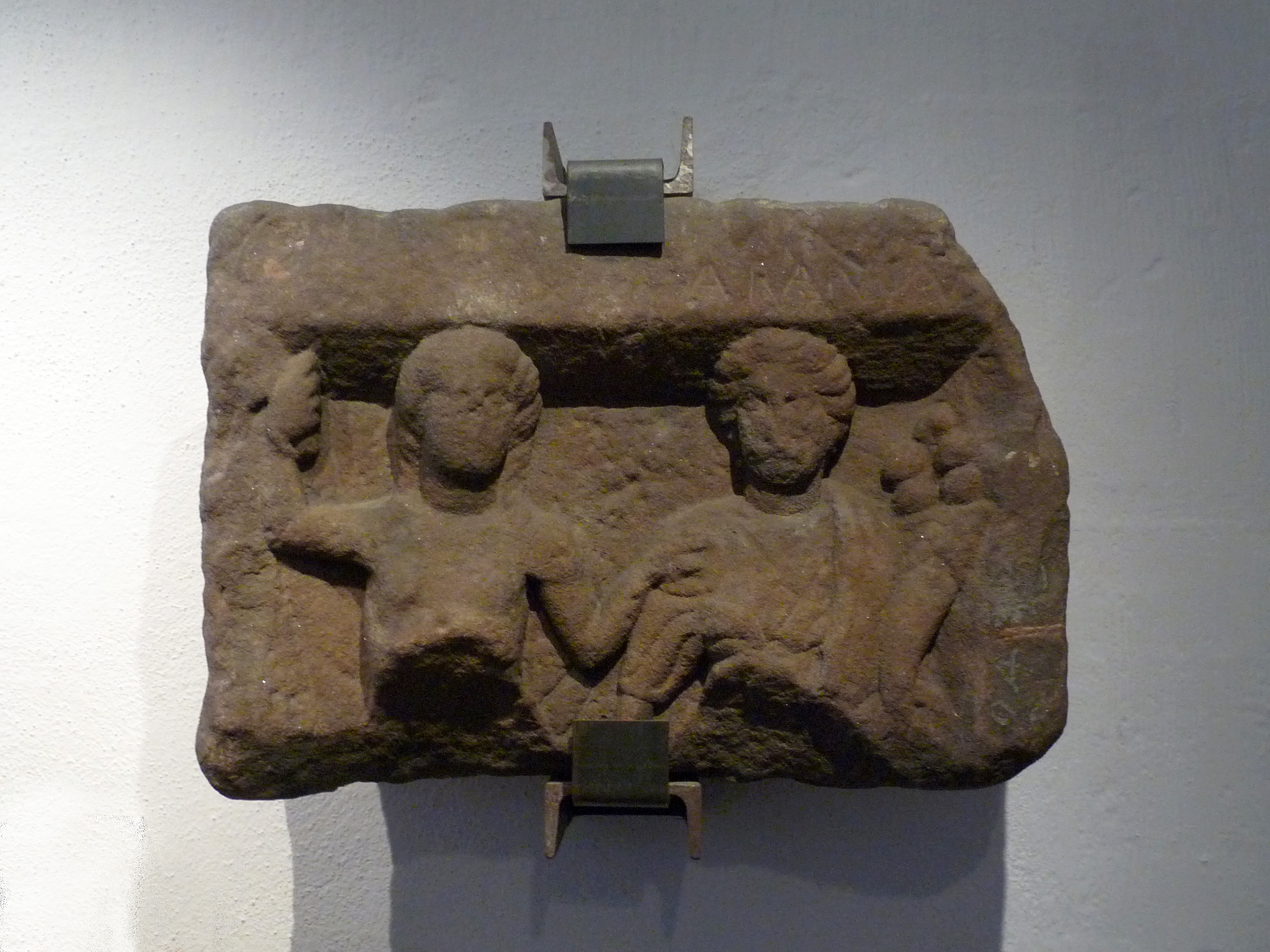
Relevo de arenito de Vênus e Fortuna, século III E.C., de Lembach (Museu Arqueológico de Estrasburgo)

A associação de Vênus e Fortuna na religião romana é de longa data; Sérvio Túlio, o semi-lendário sexto rei de Roma, supostamente ergueu um altar para Fortuna dentro de um recinto de Vênus, junto com suas muitas outras dedicatórias para Fortuna. Uma Fortuna Obsequente é conhecida por meio de inscrições, uma menção em uma comédia antiga de Plauto, e Plutarco.
O cultivo de "Vênus, a Obediente" expressa abertamente "uma tentativa de controlar a deusa", embora contrabalançada ao longo do tempo por outras instâncias como Vênus Ericina, originalmente uma deusa da prostituição celebrada com licença sexual. O estabelecimento do culto estatal a Vênus Ericina reflete o de Obsequente em vários detalhes, incluindo a autoridade dos Livros Sibilinos e um dies natalis na segunda Vinália (23 de abril); O Templo de Ericina foi dedicado em 217 a.C. por Quinto Fábio Máximo Cunctator, neto do fundador do Templo de Vênus Obsequente.

## Fundação do templo
Situado próximo ao extremo sudeste do Circo Máximo na borda do Fórum Boário e de frente para o sopé do Aventino, o Templo de Vênus Obsequente foi construído em 295 a.C. pelo curule aedile Quinto Fábio Máximo Gurges durante a Terceira Guerra Samnita. O momento da construção sugere que Fábio Gurges a construiu em agradecimento pela vitória de seu pai no ano anterior na Batalha de Sentino. A lenda da fundação do templo de Gurges indica que, desde muito cedo, o favor de Vênus foi sentido como uma contribuição tanto para o sucesso na guerra quanto para a sexualidade. Seu poder era a força do desejo ou intenção; o comentarista de Virgílio, Sérvio, explica que Gurges construiu o templo para Vênus Obsequente "porque ela o acompanhou".

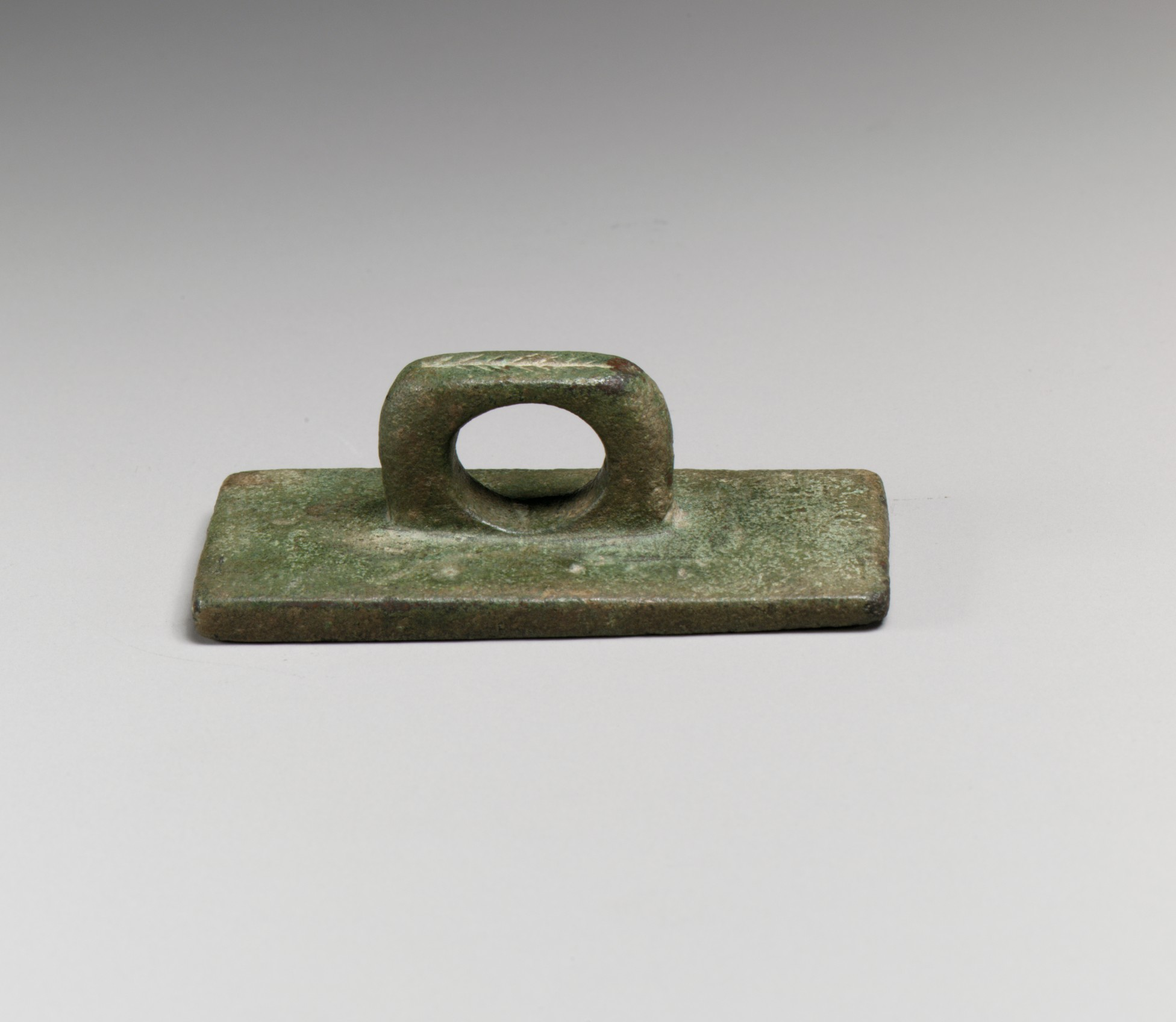
Selo de bronze (século I–II E.C.) para marcar objetos com Veneris obsequentis (caso genitivo), "de [pertencer a] Vênus Obsequente", talvez usado em conjunção com o templo (Metropolitan Museum of Art)

No ano 295 a.C., Roma estava sujeita a pestilências, e prodígios levaram à consulta dos libri, os Livros Sibilinos. O culto para Obsequente foi fundado após um surto percebido de má conduta sexual (stuprum) entre matronae (normalmente um termo para mulheres casadas respeitáveis), que era supostamente tão difundido que Gurges poderia financiar o projeto com as multas que coletava.
A linha de pensamento que levou da vitória em Sentino ao financiamento do templo com multas por stuprum não foi registrada, mas foi uma de uma série de fundações baseadas na regulamentação do comportamento feminino como uma resposta religiosa à desordem social, especialmente em tempos de guerra ou crise para o estado romano. Em 331 a.C., o primeiro julgamento de Roma por envenenamento resultou na condenação de 170 matronas, e o envolvimento de mulheres patrícias pode sugerir que a fundação do escassamente atestado Templo da Pudicícia Patrícia foi uma consequência. Pudicitia era a virtude pela qual as mulheres deviam demonstrar sua excelência, frequentemente invocada em cenários em que mulheres casadas competiam por posição social, abrangendo integridade sexual e autodisciplina equivalente a virtus, virtude "masculina". Em 296 a.C., um culto correspondente para Pudicícia Plebeia foi estabelecido para que os plebeus pudessem competir como pudicae. A participação em ambos os cultos era limitada a univirae, mulheres que tinham se casado apenas uma vez. O Templo de Vênus Obsequente é um dos locais propostos para a primeira estátua, dedicada em 220 a.C., a Vênus Verticórdia ("Viradora de Corações"), cuja esfera de influência era desviar o desejo sexual para a expressão conjugal.

## Ostuprumdas matronas
O historiador Lívio diz que as matronas foram condenadas por stuprum, uma palavra universal para má conduta sexual, significando originalmente qualquer ato vergonhoso, que em sua época havia se tornado uma questão de direito público devido à legislação moral de Augusto. A opinião de Mario Torelli e Richard Bauman de que essas mulheres da classe alta se prostituíram literalmente, com base em parte na intervenção de um edil, não é amplamente aceita. Entretanto, a insistência de Lívio de que muitas mulheres estavam envolvidas pode indicar um problema social generalizado em que as esposas foram deixadas social e financeiramente à deriva durante a guerra e buscaram companhia e apoio material. Um incidente comparável ocorreu em 213 a.C., quando a Itália foi invadida durante as Guerras Púnicas e um grande número de homens foi convocado para o serviço militar: dois edis plebeus condenaram várias mulheres por stuprum e as enviaram para o exílio.
O adultério pode ser mais plausível no caso que resultou no culto Obsequente; o templo pode ter servido como um aviso público contra a infidelidade. As matronas eram levadas perante um edil como uma questão de direito público e não privado, e, no entanto, suas ofensas parecem ter sido consideradas menos graves do que crimes sexuais que poderiam resultar em penas capitais. O fato de as multas serem consideradas uma pena suficiente pode sugerir "algo menos que adultério". Jane F. Gardner conjecturou que as matronas eram culpadas de "nada mais do que comportamento desordenado e desinibido 'sob influência'" em festivais onde as mulheres bebiam vinho, como a festa de Anna Perenna e as duas Vinálias em homenagem a Vênus – "piqueniques depravados" que lhes permitiam abandonar sua propriedade usual sob o disfarce de religião. Elas podem não ter sido "culpadas" de nada; mas como uma condenação por stuprum poderia resultar em exílio, a perda de propriedade como consequência poderia explicar a fonte de financiamento do templo de forma mais completa do que meras multas.